# Queen + Adam Lambert 2016 Asian Tour
Queen + Adam Lambert 2016 Asian Tour – szósta trasa koncertowa zespołu Queen + Adam Lambert, która odbyła się we wrześniu 2016 w Azji i obejmowała dziewięć koncertów.

## Program koncertów
1. „Flash”
2. „The Hero”
3. „One Vision”
4. „Hammer to Fall”
5. „Stone Cold Crazy”
6. „Another One Bites the Dust”
7. „Fat Bottomed Girls”
8. „Play the Game”
9. „Killer Queen”
10. „Don’t Stop Me Now”
11. „Somebody to Love”
12. „Love of My Life”
13. „A Kind of Magic”
14. „Under Pressure”
15. „Crazy Little Thing Called Love”
16. „I Want to Break Free”
17. „I Want It All”
18. „Who Wants to Live Forever”
19. „Last Horizon”
20. Guitar Solo
21. „Tie Your Mother Down”
22. „Bohemian Rhapsody”
23. „Radio Ga Ga”
24. „We Will Rock You”
25. „We Are the Champions”
26. „God Save the Queen”

Rzadziej grane:
1. „These Are the Days of Our Lives”
2. „The Show Must Go On”
3. „I Was Born to Love You” (Japonia)
4. „Teo Torriatte” (Japonia)

W Tel Awiwie Brian May w solo gitarowe wplótł tradycyjną melodię Izraela „Hawa nagila”.

## Lista koncertów
- 12 września 2016 – Tel Awiw, Izrael – Park ha-Jarkon
- 17 września 2016 – Singapur – Padang Stage (Grand Prix Singapuru)
- 19 września 2016 – Tajpej, Tajwan – TWTC Nangang Exhibition Hall
- 21 września 2016 – Tokio, Japonia – Nippon Budōkan
- 22 września 2016 – Tokio, Japonia – Nippon Budōkan
- 23 września 2016 – Tokio, Japonia – Nippon Budōkan
- 26 września 2016 – Szanghaj, Chiny – Mercedes-Benz Arena
- 28 września 2016 – Hongkong – Asia-World Arena
- 30 września 2016 – Muang Thon Thani (Pak Kret), Tajlandia – Impact Arena